# Сельское поселение Орловское (Вологодская область)
Сельское поселение Орловское — упразднённое сельское поселение в составе Великоустюгского округа Вологодской области.  В рамках организации местного самоуправления Великоустюгский район преобразован в муниципальный округ, в связи с чем все сельские поселения округа упразднены и разделяются на территориальные отделы.
Административный центр — деревня Чернево.
Население по данным переписи 2010 года — 370 человек, оценка на 1 января 2012 года — 355 человек, оценка фактически проживающего населения на 2023 год — 253 человека.
На территории территориального отдела расположен государственный ландшафтный заказник «Орловская роща» площадью 1276 гектаров. Сосновая роща на месте заказника упоминалась ещё в 1703 году.

## История
При раскопках, проводившихся во второй половине XX века на территории Орловского сельского поселения были обнаружены стоянки каменного века и поселения с жилищами-полуземлянками бронзового века. В жилищах найдены кремнёвые скребки, наконечники стрел, керамика, изделия из меди.
С XI—XIII века на этих землях жили славяне. По мнению великоустюгского краеведа В. П. Шляпина свой название «Орловская волость» произошло от городка Орлов, который «должен быть самым старым строением в крае, и начало его должно восходить ко времени, раннейшему XIV века».
Орловский сельсовет был образован в 1924 году. 11 февраля 1960 года он был присоединён к Теплогорскому сельсовету, 23 декабря 1966 года восстановлен.
1 января 2006 года в соответствии с Федеральным законом № 131 «Об общих принципах организации местного самоуправления в Российской Федерации». Орловский сельсовет был преобразован в сельское поселение.

## Населённые пункты
В 1999 году был утверждён список населённых пунктов Вологодской области. С тех пор состав Орловского сельсовета не изменялся.
С 2020 года в состав поселения входят 24 населённых пунктов, в том числе 1 село и 23 деревни, из которых 16 нежилых.
Фактическое население населённых пунктов Орловского территориального отдела на 2023 год можно узнать на сайте администрации Великоустюгского округа.
| Населённый пункт         | ОКАТО          | Рег. номер | Расстояние до районного центра, км | Расстояние до центра поселения, км | Индекс | Координаты                      |
| ------------------------ | -------------- | ---------- | ---------------------------------- | ---------------------------------- | ------ | ------------------------------- |
| деревня Бобыкино         | 19 214 844 002 | 1097       | 80                                 | 5                                  | 162372 | 60°28′19″ с. ш. 46°40′34″ в. д. |
| деревня Давыдовская      | 19 214 844 003 | 1098       | 85                                 | 9                                  | 162372 | 60°30′40″ с. ш. 46°31′56″ в. д. |
| деревня Дружково         | 19 214 844 004 | 1099       | 77                                 | 3                                  | 162372 | 60°28′38″ с. ш. 46°39′25″ в. д. |
| деревня Исток            | 19 214 844 005 | 1100       | 76                                 | 8                                  | 162372 | 60°27′59″ с. ш. 46°31′12″ в. д. |
| деревня Крексеново       | 19 214 844 006 | 1101       | 91                                 | 16                                 | 162376 |                                 |
| деревня Курденьга        | 19 214 844 007 | 1102       | 91                                 | 16                                 | 162376 | 60°30′12″ с. ш. 46°47′44″ в. д. |
| деревня Мармугино        | 19 214 844 008 | 1103       | 70                                 | 5                                  | 162372 | 60°27′55″ с. ш. 46°32′57″ в. д. |
| деревня Медвежий Взвоз   | 19 214 844 009 | 1104       | 80                                 | 12                                 | 162372 | 60°31′58″ с. ш. 46°31′08″ в. д. |
| деревня Наволок          | 19 214 844 010 | 1105       | 72                                 | 7                                  | 162372 | 60°28′42″ с. ш. 46°31′43″ в. д. |
| деревня Нацепино         | 19 214 844 011 | 1106       | 72                                 | 7                                  | 162376 | 60°30′25″ с. ш. 46°44′13″ в. д. |
| деревня Нижнеульяновская | 19 214 844 012 | 1107       | 85                                 | 9                                  | 162372 | 60°30′59″ с. ш. 46°31′56″ в. д. |
| деревня Обрадово         | 19 214 844 013 | 1108       | 95                                 | 20                                 | 162376 | 60°27′53″ с. ш. 46°47′29″ в. д. |
| село Орлово              | 19 214 844 014 | 1109       | 74                                 | 1                                  | 162372 | 60°29′13″ с. ш. 46°36′25″ в. д. |
| деревня Павлово          | 19 214 844 015 | 1110       | 72                                 | 7                                  | 162372 |                                 |
| деревня Павшино          | 19 214 844 016 | 1111       | 72                                 | 4                                  | 162372 | 60°28′42″ с. ш. 46°34′14″ в. д. |
| деревня Пенье            | 19 214 844 017 | 1112       | 85                                 | 9                                  | 162372 | 60°30′34″ с. ш. 46°31′29″ в. д. |
| деревня Плесо            | 19 214 844 018 | 1113       | 80                                 | 5                                  | 162372 | 60°28′41″ с. ш. 46°41′22″ в. д. |
| деревня Подборье         | 19 214 844 019 | 1114       | 76                                 | 1                                  | 162372 | 60°29′25″ с. ш. 46°38′34″ в. д. |
| деревня Савинское        | 19 214 844 021 | 1116       | 76                                 | 1                                  | 162372 | 60°30′43″ с. ш. 46°39′13″ в. д. |
| деревня Смолинское       | 19 214 844 023 | 1117       | 85                                 | 9                                  | 162372 | 60°31′02″ с. ш. 46°31′46″ в. д. |
| деревня Тарасовское      | 19 214 844 024 | 1119       | 78                                 | 3                                  | 162372 | 60°28′35″ с. ш. 46°35′08″ в. д. |
| деревня Томашево         | 19 214 844 025 | 1120       | 90                                 | 15                                 | 162376 | 60°30′14″ с. ш. 46°48′54″ в. д. |
| деревня Чернево          | 19 214 844 001 | 1096       | 75                                 | -                                  | 162372 | 60°29′58″ с. ш. 46°38′04″ в. д. |
| деревня Шилыково         | 19 214 844 028 | 1123       | 72                                 | 3                                  | 162372 | 60°28′37″ с. ш. 46°35′43″ в. д. |

Населённые пункты, упразднённые в 2020 году
| Населённый пункт   | ОКАТО          | Рег. номер | Расстояние до районного центра, км | Расстояние до центра поселения, км | Индекс | Координаты                      |
| ------------------ | -------------- | ---------- | ---------------------------------- | ---------------------------------- | ------ | ------------------------------- |
| деревня Подсараица | 19 214 844 020 | 1115       | 95                                 | 20                                 | 162376 | 60°28′13″ с. ш. 46°51′14″ в. д. |
| деревня Сидоровка  | 19 214 844 022 | 1118       | 89                                 | 14                                 | 162376 | 60°30′56″ с. ш. 46°47′57″ в. д. |
| деревня Федосово   | 19 214 844 026 | 1121       | 82                                 | 13                                 | 162376 |                                 |
| деревня Чекменево  | 19 214 844 027 | 1122       | 84                                 | 13                                 | 162376 | 60°30′54″ с. ш. 46°46′30″ в. д. |